# 斯普林菲尔德 (佛罗里达州)
斯普林菲尔德（英語：Springfield），是美国佛罗里达州貝縣下属的一座城市。建立于1935年。面积约为10.7平方公里（约合4.2平方英里）。根据2010年美国人口普查，该市有人口9,052人。论人口在本州排行第169。
由於化學工業等本地產業影響，斯普林菲尔德較少受到房地產投資客的青睞。